# Alte Pfarrkirche Feldkirch-Tisis

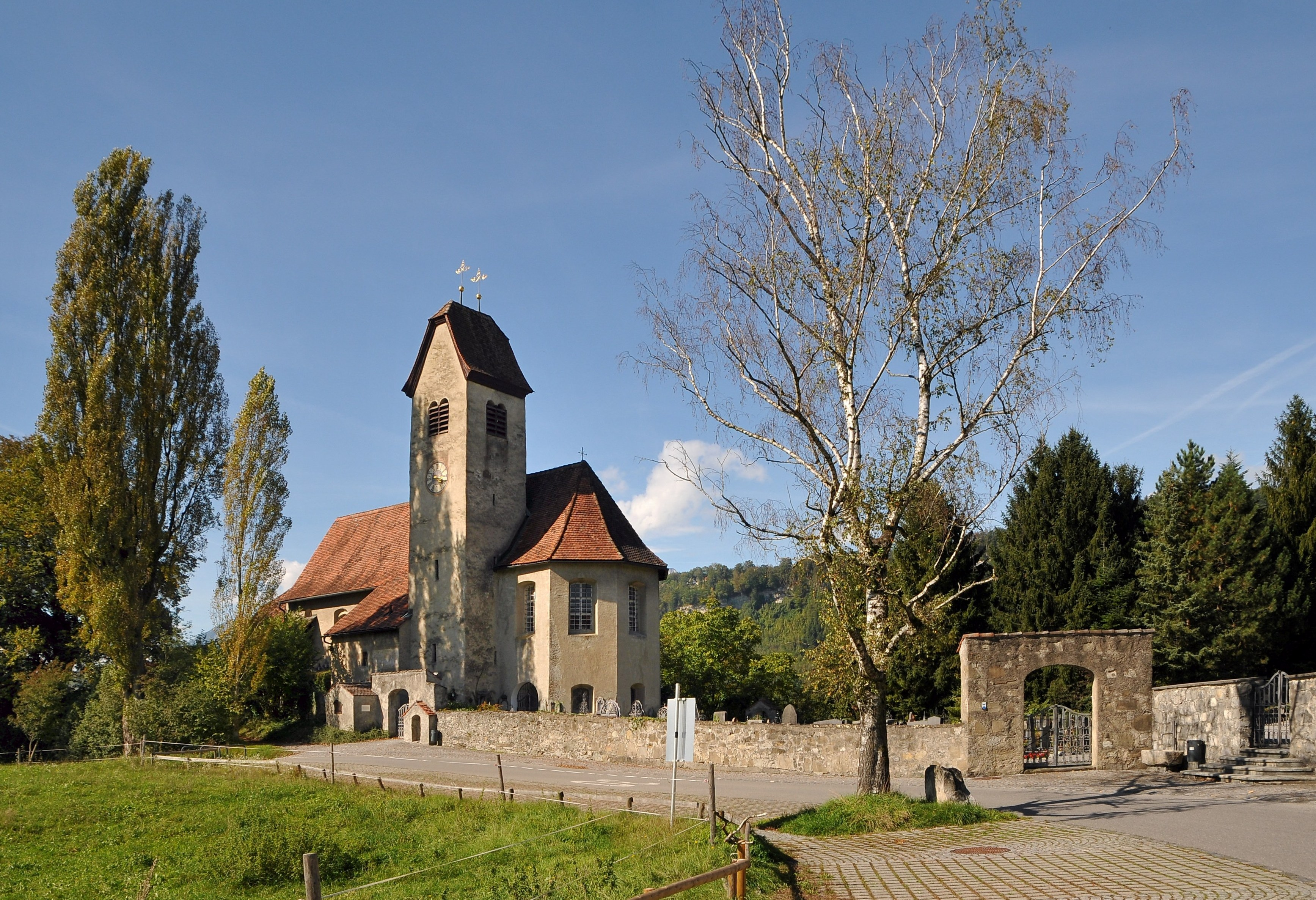
Alte Kath. Pfarrkirche hl. Michael in Feldkirch

Die ehemalige römisch-katholische Pfarrkirche Feldkirch-Tisis steht im Stadtteil Tisis der Stadtgemeinde Feldkirch im Bezirk Feldkirch in Vorarlberg. Sie ist dem heiligen Michael geweiht und gehört als Filialkirche der Neuen Pfarrkirche Feldkirch-Tisis zum Dekanat Feldkirch in der Diözese Feldkirch. Das Bauwerk steht unter Denkmalschutz.

## Geschichte
Die Kirche des Haufendorfes Tisis, 1925 der Stadt Feldkirch eingemeindet, wurde 1218 urkundlich genannt, 1442 war eine Weihe. Für 1610 wurde der Besitz eines Weingarten genannt, welcher 1696 an das Kloster Ottobeuren ging. Die Kirche war die Mutterkirche vom Stadtteil Tosters.
Auf einem Hügel gelegen, von einem Friedhof umgeben, steht das Langhaus mit einem breiteren Chor unter einem leicht geknicktem Satteldach. Die Hauptportalseite im Westen mit Giebelfassade hat ein großes Vorzeichen aus Holz unter einem Walmdach. Der Kirchturm mit einem gewalmten Satteldach steht südlich am Chor mit danebenliegender Sakristei am Langhaus unter einem Pultdach. Im Untergeschoß des Chores ist ein Beinhaus. An der Fassade ein Fresko Hl. Georg mit Drachen aus der zweiten Hälfte des 14. Jahrhunderts. Weitere Fresken um 1450 zeigen die Anbetung der Könige, die Kreuzigung mit Maria und Johannes, die Auferstehung, den Christophorus. An der Ostseite der Sakristei sind Freskenreste mit Johannes der Täufer, Maria mit Kind, hl. Michael, Stifterfamilie und Wappen aus dem 16. Jahrhundert.

## Architektur
Das Langhaus ist ein barockisierter Saalraum mit Flachdecke über einer Hohlkehle über einem umlaufenden Gesims. Der rundbogige Chorbogen ist eingezogen, der 5/8 Chor zweijochig mit Stichkappentonnengewölbe. Die kreuzgratgewölbte Sakristei mit einem Schrank aus 1620 ist über einen Vorraum im Turm mit der Sakristei verbunden.

## Ausstattung
Der Hochaltar aus 1680 zeigt ein Altarbild hl. Michael, bezeichnet mit W K Dornbirn 1862. Der linke Seitenaltar um 1700 zeigt das Altarbild hl. Johannes Evangelist vom Maler Franz Xaver Bobleter aus 1860. Der rechte Seitenaltar analog links zeigt das Altarbild hl. Dominikus mit Maria mit Kind von Franz Xaver Bobleter aus 1859. Die Kanzel mit gebauchtem Korb und Baldachindeckel entstand um 1790. Es gibt ein Bild „Maria mit Kind und die 14 Nothelfer“ mit der Schlacht von Tisis mit einer Antoniuskapelle im Hintergrund von Mathias Jehly aus 1816.

## Orgel
Die Orgel mit neun Registern auf einem Manual (Musik)|Manual baute 1980 Martin Pflüger. 

## Glocken
Im Kirchturm hängt ein dreistimmiges Glockengeläut, das noch von Hand geläutet wird:
- Glocke 1 mit dem Schlagton c″ wurde 1923 von der Glockengießerei Grassmayr (Innsbruck) gegossen.
- Glocke 2 aus dem Ende des 13. Jahrhunderts stammt von einem Walgauer Gießer und klingt mit dem Ton f″.
- Glocke 3 wurde von David Polster aus Villach Im Jahr 1632 gegossen und klingt mit dem Ton g″.

## Karner
Das Beinhaus rechts vom Friedhofseingang zeigt in einer Nische das Bild Maria vom Guten Rat vom Maler Leopold Scheel aus dem Jahr 1926.

## Bildergalerie

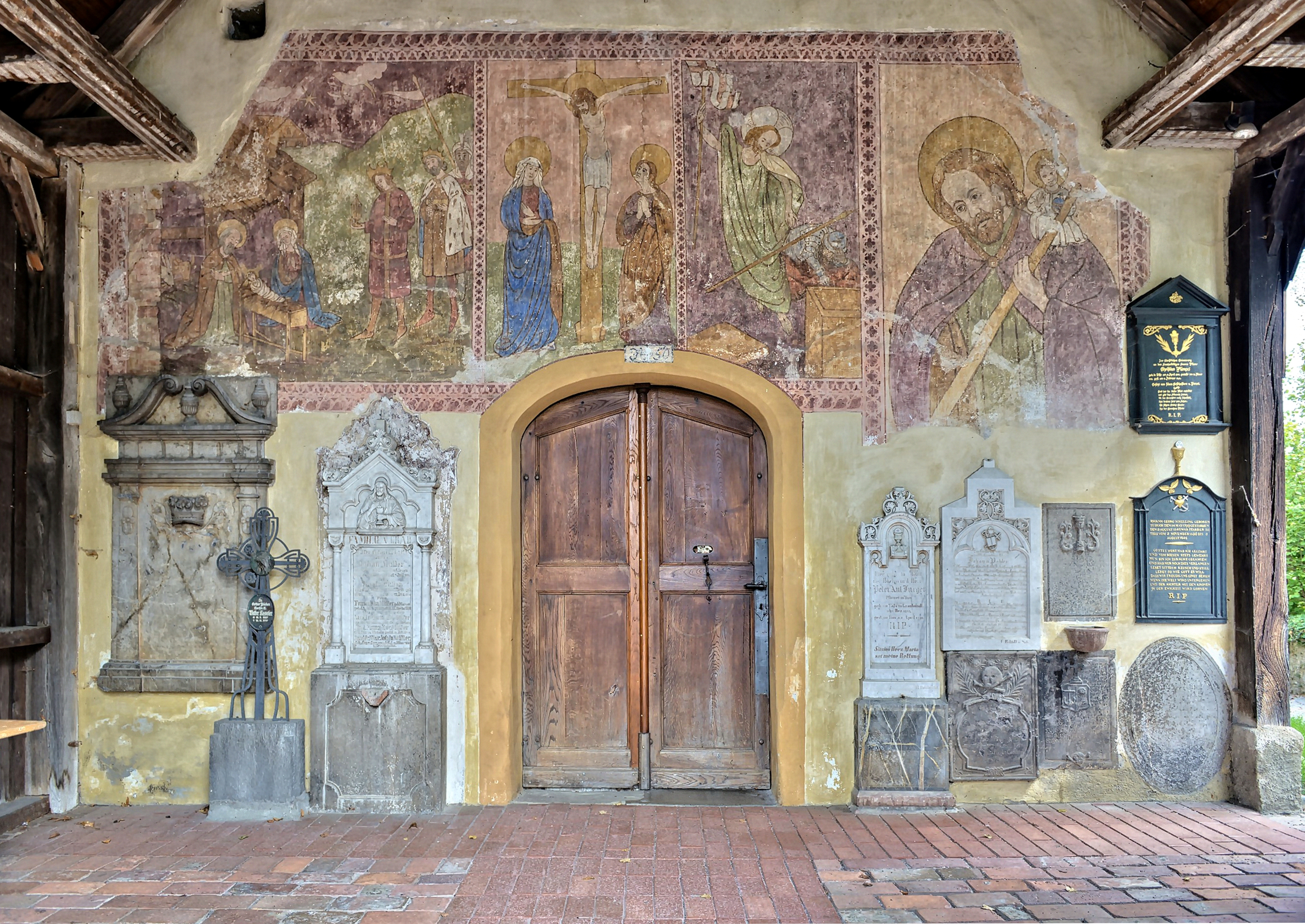
Fresken vor dem Eingang
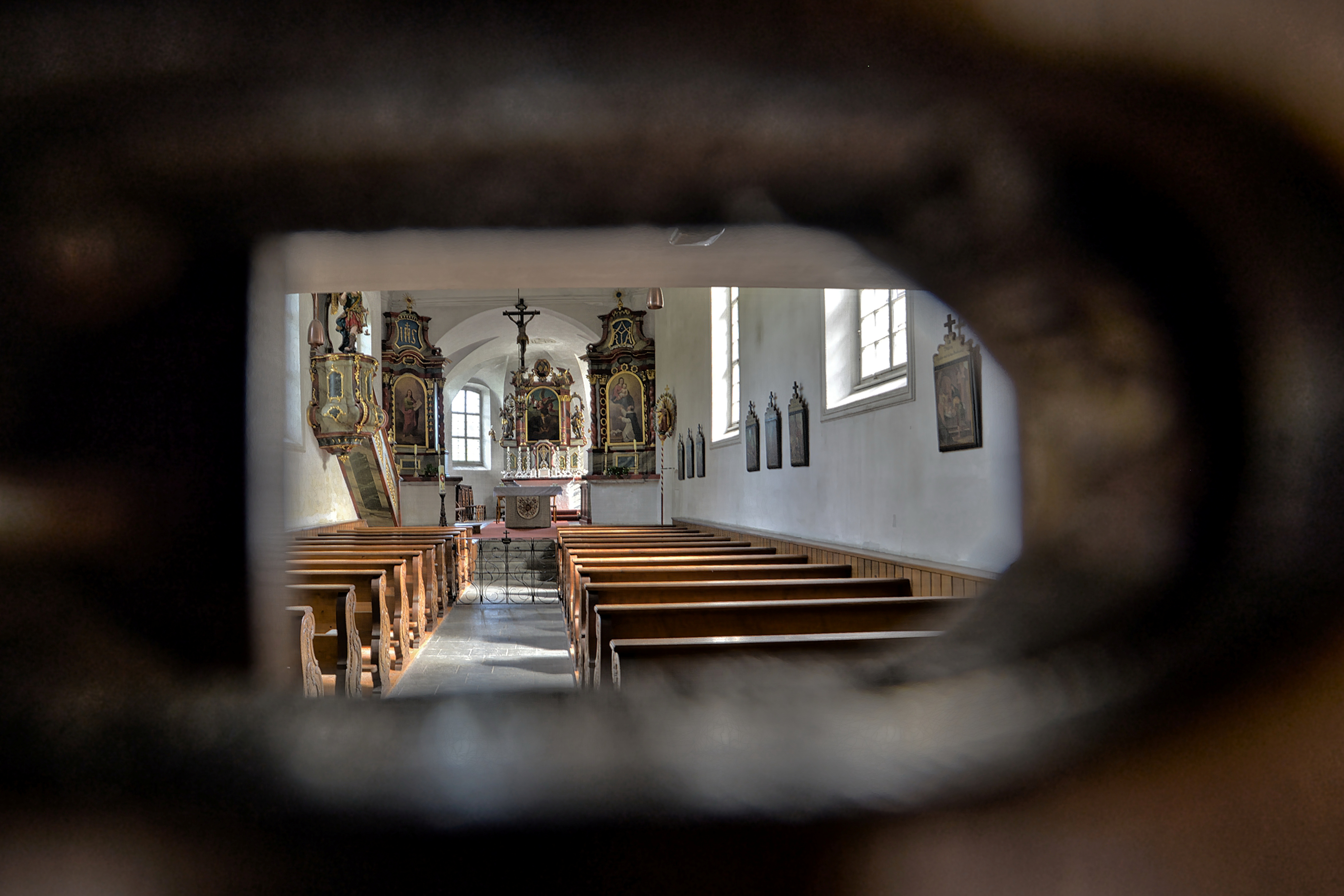
Durch den Türschlitz geschaut
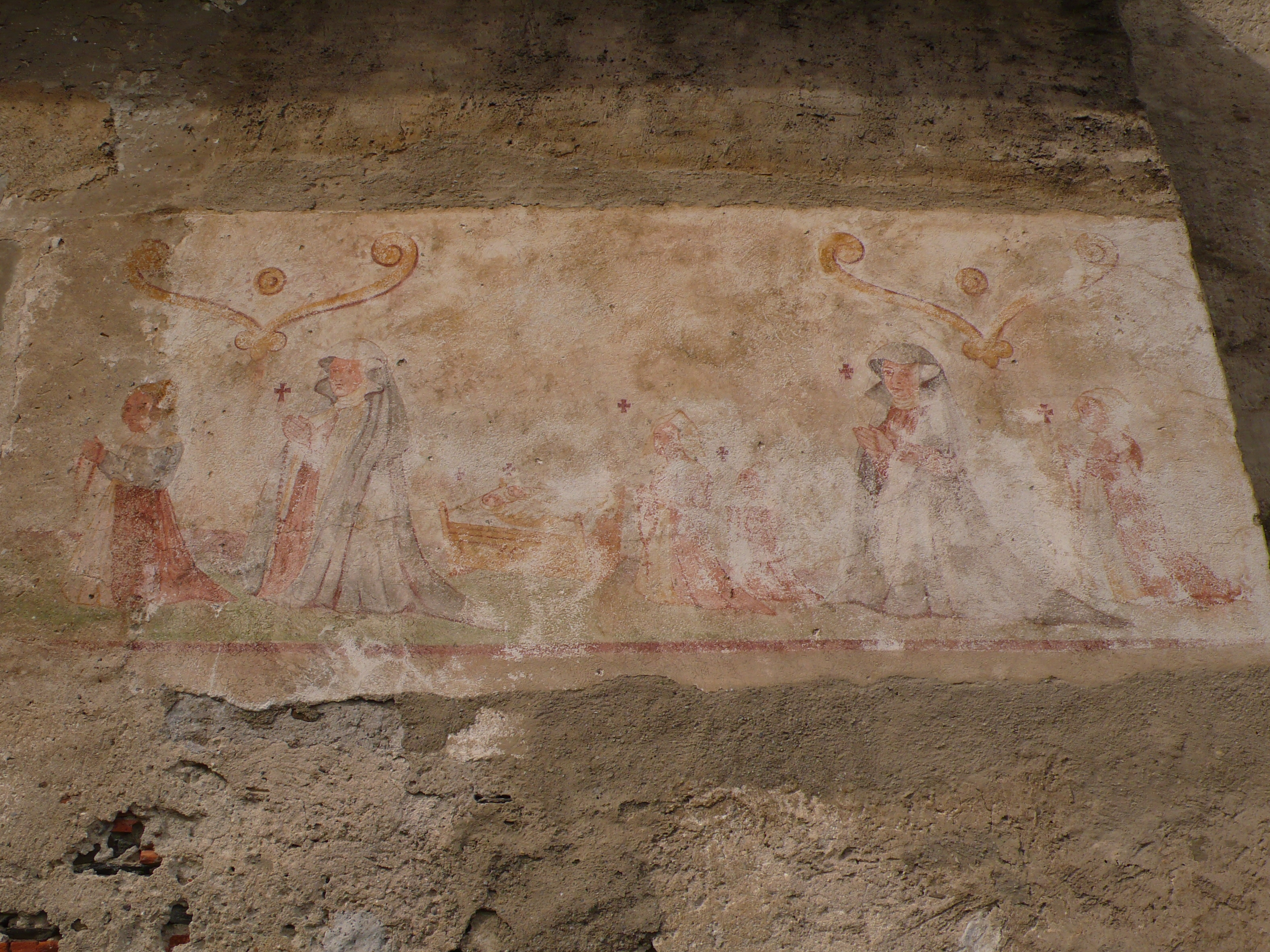
Fresko mit Anbetung um 1450 (2009)